# Henriëtte Ronner-Knip
Henriëtte Ronner-Knip (31 de maig de Amsterdam, 1821 - Elsene, 2 de març de 1909) fou una pintora neerlandesa.
Nascuda com a Henriëtte Knip a Amsterdam, va mudar-se de ben jove a Den Bosch i fou activa fins al 1850 a Sint-Michielsgestel i Boxtel. Aquell any es va casar amb Feico Ronner i va marxar a viure a Bèlgica, primer a Brussel·les i el 1878 a Elsene. Va estudiar amb el seu pare, Joseph August Knip.
És especialment coneguda pels seus quadres de temes de la natura, especialment de gats i gossos.

## Obres

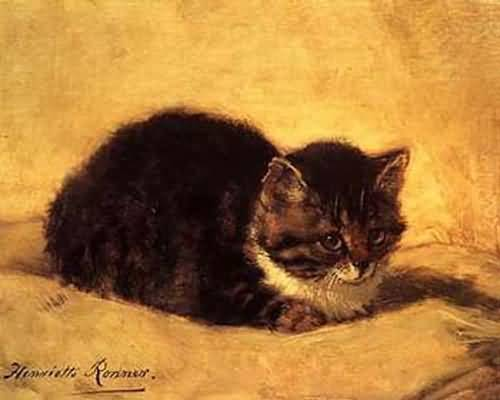
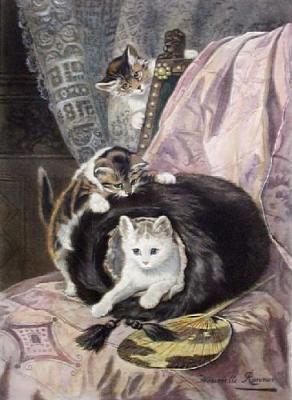
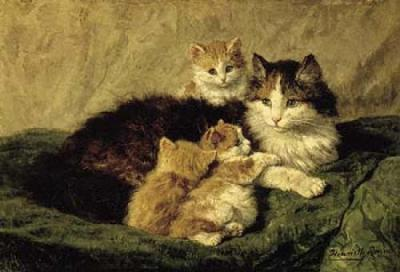